# Limburg an der Lahn
Limburg an der Lahn és una ciutat alemanya i cap del districte rural de Limburg-Weilburg, a l'estat federal de Hessen. L'any 2006 tenia 33.832 habitants. La ciutat es troba al Circuit alemany de l'entramat de fusta per causa del seu patrimoni ric d'edificis amb entramat de fusta.

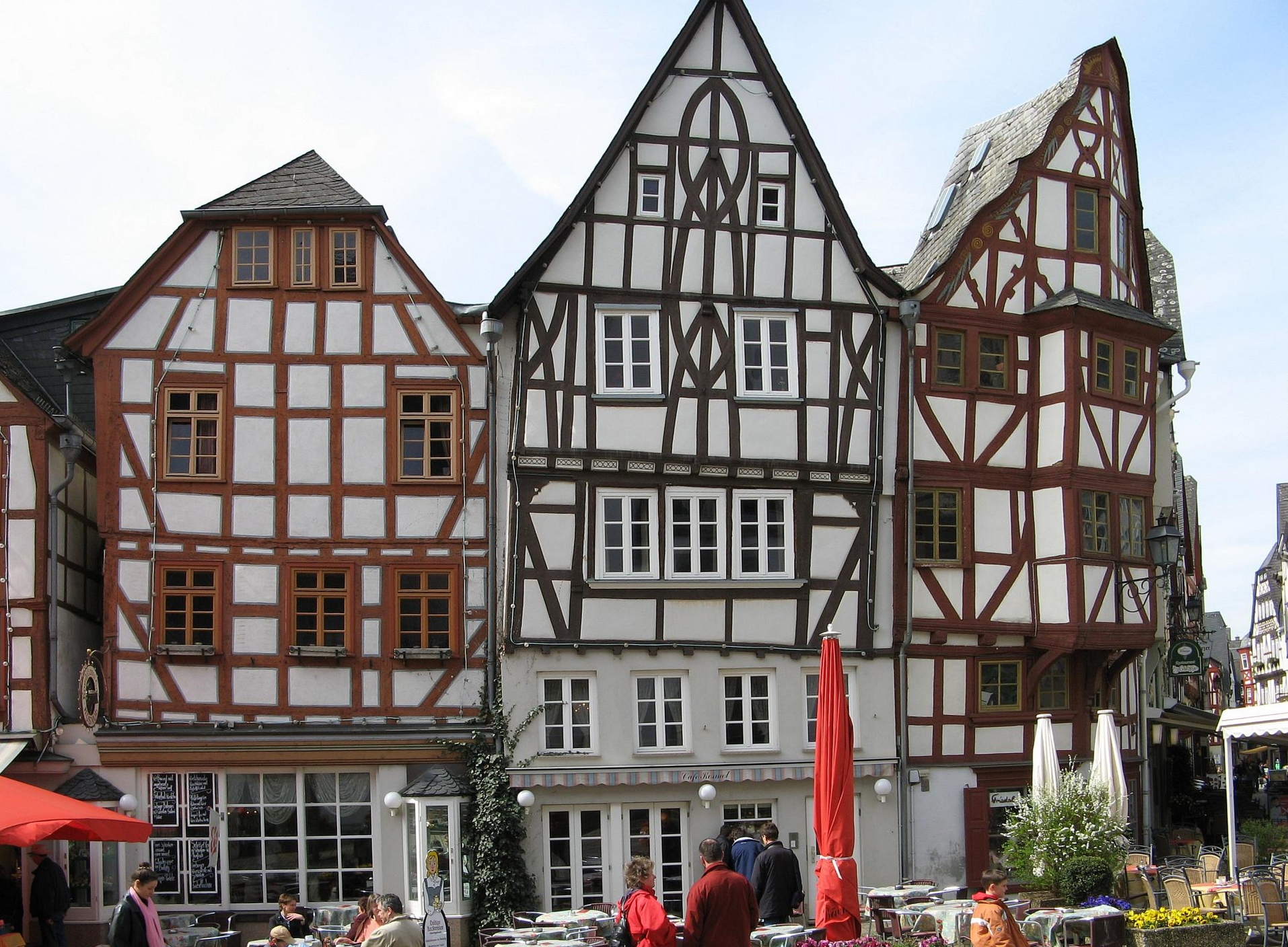
Cases d'entramat de fusta al nucli antic